# Neozodes signata
Neozodes signata là một loài bọ cánh cứng trong họ Cerambycidae.